# Automartirio
Automartirio è un film muto italiano del 1917 diretto da Ivo Illuminati.